# (2031) БАМ
(2031) БАМ (лат. BAM) — астероид главного пояса, который был открыт 8 октября 1969 года советским астрономом Людмилой Черных в Крымской астрофизической обсерватории и назван в честь героического труда строителей Байкало-Амурской магистрали, одной из крупнейших железнодорожных магистралей мира.

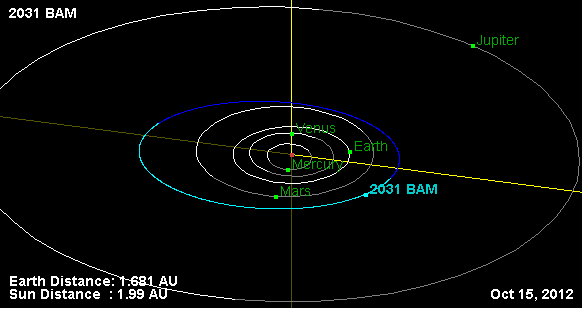
Орбита астероида БАМ и его положение в Солнечной системе